# Menkes sygdom
Menkes sygdom, også kendt under navnet Menkes syndrom eller kinky hair syndrom, er en autosomal recessiv sygdom, der er bundet til x-kromosomet, hvilket gør den mere almindeligt blandt mænd, da kvinder kræver to defekte x-kromosomer for at få sygdommen. 
Den blev første gange beskrevet af John Hans Menkes (1928-2008) et al. i 1962.
Sygdommen opstår på grund af en defekt i ATPasen ATP7A, hvilket gør, at kobber ikke bliver optaget ordentligt i tarmene.
Den giver groft gråt hår, der vokser sparsomt og knækker let, hvilket har givet den tilnavnet kinky hair syndrom.